# Geese
Geese est un groupe de rock américain basé à Brooklyn, New York. Le groupe est composé de Dominic DiGesu, Cameron Winter, Max Bassin et Emily Green.

## Histoire

### Formation et premières années
Le groupe s'est formé en 2016 alors que les membres fréquentaient la Brooklyn Friends School et la Little Red School House à New York. Au lycée, le groupe a répété et enregistré de la musique dans le sous-sol de la maison de Bassin à Fort Greene.
Comme quelques membres avaient reçu des lettres d'acceptation pour fréquenter des écoles telles que l'Oberlin College et le Berklee College of Music, le groupe avait l'intention de se séparer une fois qu'ils auraient obtenu leur diplôme d'études secondaires en 2020. Vers la mi-2020, cependant, les démos autoproduites du groupe ont attiré l'attention de plusieurs labels, dont 4AD, Fat Possum et Sub Pop. Finalement, le groupe a signé avec Partisan Records.

### Projector(2021)
Le groupe a sorti son premier album, Projector, le 29 octobre 2021. Il a été enregistré par le groupe dans le sous-sol de Bassin de fin 2019 à début 2020, et mixé par Dan Carey. L'album a été salué par la critique, obtenant une moyenne sur Metacritic de 83 sur 100 sur la base de huit critiques. L'album comptait trois singles sortis avant la sortie : Disco, Low Era et Projector.

### 3D Country,4D Countryet le départ d'Hudson (2023)
Le groupe a sorti son deuxième album studio, 3D Country, le 23 juin 2023. Il a été produit par James Ford. L'album comptait quatre singles sortis avant la sortie : Cowboy Nudes, 3D Country, Mysterious Love et I See Myself. Le 13 octobre 2023, le groupe a sorti l'EP correspondant, 4D Country, contenant des chansons inédites des sessions d'enregistrement 3D Country. Le 22 décembre 2023, Geese a annoncé sur les plateformes de médias sociaux que le guitariste Foster Hudson quitterait le groupe pour se concentrer sur ses études académiques et que le groupe continuerait comme un groupe de quatre musiciens.

## Influences
Le son du groupe a été comparé à un large éventail d'autres groupes new-yorkais, ainsi qu'à des groupes britanniques contemporains tels que Black Midi et Squid.
Leur musique a été comparée à celle de l'acteur Ryan Gosling, Jon Dolan affirmant dans Rolling Stone que « vous pouvez entendre des maîtres zen à la guitare de New York comme Television, les Feelies et Parquet Courts ; les néo-music du début des années 2000; la new wave et le dance-punk de The Strokes, The Rapture et LCD Soundsystem ; des tas de trucs artistiques allant de DNA à Deerhoof en passant par Black Midi ; et même (...) Yes et Radiohead. »
Décrivant la voix de Cameron Winter, Dolan a déclaré que Winter « peut élever sa voix dans un Thom Yorke - un fausset, faire une moue chic à la Julian Casablancas ou Ian McCulloch d'Echo and the Bunnymen, ou sombrer dans un yawp stentorien qui apporte à l'esprit de Mark E. Smith de The Fall ou d'Alex Turner d'Arctic Monkeys. Parfois, vous pouvez entendre tout cela se polliniser de manière croisée dans l'espace d'une même chanson de trois minutes, ce qui en fait un album qui récompense à la fois une attention courte et une écoute profonde. C'est un vrai régal de les entendre filer entre des épiphanies sonores. »

## Concerts et festivals
Le groupe a été au programme de plusieurs festivals en France : en 2022 aux Eurockéennes de Belfort, à la Route du Rock de Saint-Malo, à Guéret au festival Check in Party. En Europe cette même année Geese s'est produit au Lac Fest en Suisse et au Pop Festival d'Haldern en Allemagne, au Lowlands Festival aux Pays-Bas, au End of the Road Festival au Royaume-Uni.
Il s'est également produit à Paris au Point Éphémère à 2022 et à la Maroquinerie en 2023 ; à Londres, Munich, Vienne, Berlin, Hambourg, Bruxelles en 2022.
En 2024 le groupe est en tournée aux États-Unis et au Canada entre fin avril et début septembre (40 concerts programmés).

## Discographie

### Albums studios
- Projector (2021)
- 3D Country (2023)

### EP (extended play)
- 4D Country (2023)

### Singles
- Disco (2021)
- Low Era (2021)
- Projector (2021)
- Cowboy Nudes (2023)
- 3D Country (2023)
- Mysterious Love (2023)
- I See Myself (2023)
- Islands of Men (2024)

## Membres
Les membres actuels
- Cameron Winter - chant, claviers (2016-présent)
- Emily Green – guitare (2016-présent)
- Dominic DiGesu – basse (2016-présent)
- Max Bassin - batterie (2016-présent)

Anciens membres
- Foster Hudson – guitare (2016-2023)

Membres en tournée
- Sam Revaz – claviers, keytar (2022-présent)